# Höri
Höri é uma comuna da Suíça, situada no distrito de Bülach, no cantão de Zurique. Tem 4,79 km² de área e sua população em 2018 foi estimada em 2.842 habitantes.